# Voldemārs Johans Skaistlauks
Voldemārs Johans Skaistlauks, właściwie Voldemārs Johans Šēnfelds (Schönfeld) (ur. 6 września 1892 w granicach Rosji ob. na Łotwie, zm. 9 października 1972 w Ludwigsburgu) – łotewski wojskowy (generał), dowódca artylerii 15 Dywizji Grenadierów SS podczas II wojny światowej.
Od 1909 r. służył w armii rosyjskiej. Po zdobyciu niepodległości przez Łotwę w 1918 r., przeszedł do nowo formowanej armii łotewskiej. W latach 1922–1928 sprawował funkcję szefa sztabu Inspektoratu Artylerii. Do 1932 r. dowodził Pułkiem Artylerii „Vidzeme”, po czym powrócił na swoje wcześniejsze stanowisko w Inspektoracie Artylerii. W 1935 r. ponownie objął dowództwo Pułku Artylerii „Vidzeme”. W 1940 r. został zastępcą dowódcy Dywizji Kurzeme w stopniu generała. Po aneksji Łotwy przez ZSRR na pocz. sierpnia tego roku, przeszedł do Armii Czerwonej w stopniu generała majora. Objął dowództwo artylerii XXIV Korpusu Strzeleckiego. W 1941 r. został przeniesiony w stan spoczynku. Po zajęciu obszaru Łotwy przez wojska niemieckie podjął współpracę z okupantami. Wstąpił do Waffen-SS, zostając w 1943 r. dowódcą artylerii 15 Dywizji Grenadierów SS w stopniu Waffen-Obersturmbannführera der SS. W listopadzie 1944 r. awansował na Waffen-Oberführera der SS. Po zakończeniu wojny zamieszkał w zachodnich Niemczech, gdzie zmarł 9 października 1972 r.